# Hrabstwo Canyon
Hrabstwo Canyon (ang. Canyon County) – hrabstwo w stanie Idaho w Stanach Zjednoczonych. Obszar całkowity hrabstwa obejmuje powierzchnię 603,51 mil² (1563,08 km²). Według szacunków United States Census Bureau w roku 2009 miało 186 615 mieszkańców. Jego siedzibą administracyjną jest Caldwell.
Hrabstwo ustanowiono 7 marca 1891 r. Według niektórych źródeł nazwa pochodzi od kanionu rzeki Boise niedaleko Caldwell. Jednakże zarówno John Rees, jak i Vardis Fisher twierdzili, że hrabstwo zostało tak nazwane od kanionu rzeki Snake, które jest naturalną granicą hrabstwa.

## Miejscowości
- Caldwell
- Greenleaf
- Melba
- Middleton
- Nampa
- Notus
- Parma
- Wilder